# Hwozdawka Druha
Hwozdawka Druha (ukr. Гвоздавка Друга) – wieś na Ukrainie, w obwodzie odeskim, w rejonie podolskim, w hromadzie Zełenohirśke. W 2001 liczyła 1074 mieszkańców.